# Florian Baumann (Volkswirt)
Florian Baumann (* 1976 in Rottweil) ist ein deutscher Volkswirt.

## Leben
Von 1996 bis 2002 studierte er Wirtschaftswissenschaften an der Universität Tübingen (Abschluss: Diplom-Volkswirt). Nach der Promotion 2007 ist er seit 2015 Professor für Recht und Wirtschaft an der Universität Bonn.

## Schriften (Auswahl)
- mit Volker Meier und Martin Werdin: Modelle zur Übertragung individueller Altersrückstellungen beim Wechsel privater Krankenversicherer. München 2004, ISBN 3-88512-428-9.
- Aspects of employment protection. Tübingen 2008, OCLC 232579744.
- Freier Warenverkehr und unverfälschter Wettbewerb in der Europäischen Union: Der Beitrag der europäischen Produkthaftung. Düsseldorf 2015.
- mit Alexander Rasch: Injunctions Against False Advertising. Düsseldorf 2019.